# Cna (tributario del lago Mstino)
Lo Cna (in russo Цна?) è un fiume della Russia europea nord-occidentale tributario del lago Mstino. Scorre nell'oblast' di Tver'. Appartiene al bacino del Mar Baltico.

## Descrizione
Il fiume ha origine dalle paludi sul pendio dell'altopiano Cnin (uno sperone del Rialto del Valdaj) 3 km a sud del villaggio di Konakovo. Ha una lunghezza di 160 km; l'area del suo bacino è di 4 140 km². Scorre prevalentemente in direzione nord-orientale.
La maggior parte dell'area del bacino è ricoperta da boschi misti dominati da conifere. Nelle zone prative la superficie della pianura alluvionale è pianeggiante. Nel corso inferiore del fiume si trova il bacino idrico di Vyšnevolock (Вышневолоцкое водохранилище), che riceve il flusso di tre affluenti: Rvjanka, Čeremnica e Šlina. Il tratto del fiume tra lo sbocco dell'invaso e la foce (lungo circa 7 km) è quasi interamente situato all'interno della città di Vyšnij Voločëk, il più grande insediamento nel bacino del Cna.
Lo Cna è un elemento importante del sistema idrico di Vyšnevolock, fin dall'antichità il corso inferiore del fiume faceva parte del corso d'acqua dal Volga al lago Il'men' e Velikij Novgorod, e successivamente a San Pietroburgo.